# HD 149026 b
HD 149026 bは、ヘルクレス座に存在する恒星HD 149026の周りを公転する太陽系外惑星である。地球の67倍という大質量の中心核を持った高温の巨大ガス惑星（ホットジュピター）だと考えられている。

## 概要
HD 149026 bは、2005年に、すばる望遠鏡とケック望遠鏡のドップラー分光法を用いた観測により見出された。さらにフェアボーン天文台が HD 149026 の手前を惑星が通過することによる周期的な減光を捉え（食検出法）、存在が確定的となった。
HD 149026 bは、主星から0.043天文単位（地球と太陽の距離の0.043倍）離れた円軌道を2.88日周期で公転している。質量と半径は、それぞれ、木星質量の0.36倍、0.725倍で、土星と比べると質量は20パーセントほど大きいが、体積はむしろ小さく、大きさの割にはかなり高密度という特徴がある。この結果をモデルに当てはめる事で、HD 149026 bは地球の67倍の質量の中心核を持つ高温の巨大ガス惑星であることが推測された。
2008年現在一般的である惑星系の形成理論（コア集積モデル）では、原始惑星が成長し質量が地球の10倍を超えると、その原始惑星は加速度的なガスの流入により巨大ガス惑星化すると考えられている。また、一度ガス惑星になってしまえば微惑星が惑星に取り込まれても中心核まで達することなく大気に溶け込んでしまう可能性が高いとされる。そのため、この理論では HD 149026 bのような、地球質量の数十倍の中心核を持つガス惑星の存在を説明することは難しい。

## 名称
2015年に国際天文学連合によって太陽系外惑星系の名前の公募と投票が行われた際にHD 149026系も募集の対象となった。2015年12月15日、国際天文学連合より、主星HD 149026にOgma、惑星HD 149026 bにSmertriosという名前を選定したことが発表された。